# Cathédrale Saint-Pierre-et-Saint-Paul de Villeneuve-lès-Maguelone
Cette ancienne cathédrale n’est pas la seule cathédrale Saint-Pierre-et-Saint-Paul.
La cathédrale Saint-Pierre-et-Saint-Paul est une cathédrale des XIIe et XIIIe siècles située sur la commune de Villeneuve-lès-Maguelone, dans le département français de l'Hérault et la région Occitanie.
Elle avait été bâtie dans la cité insulaire wisigothe de Maguelone.
La cathédrale fait l'objet d'un classement au titre des monuments historiques par la liste de 1840.

## Histoire

### Les origines de l'évêché

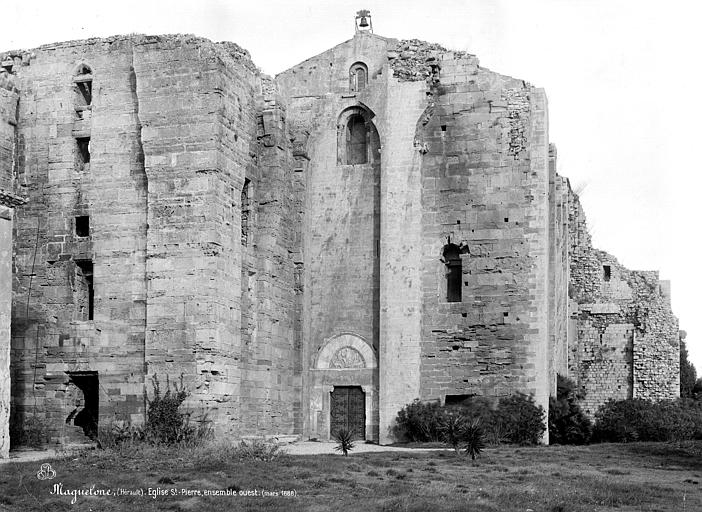
Façade ouest de la cathédrale
par Séraphin-Médéric Mieusement (mars 1888).

À l'occasion des campagnes de fouilles archéologiques de 1967 ont été mis au jour sur cette ancienne île, des vestiges romains, étrusques et de nombreux sarcophages wisigoths. Les fondations d'une église détruite au VIIe siècle, y furent également relevées.
À la chute de l'Empire romain au Ve siècle, les Wisigoths s'emparent d'une partie de la contrée de Melgueil, l'île de Maguelone. La religion chrétienne s'y impose peu à peu. Au concile d'Agde, en 506, réunissant tous les évêques dépendant du royaume des Wisigoths, il n'y a pas d'évêque de Maguelonne. On peut donc supposer que ce diocèse n'existe pas encore à cette date. Dès 533, un évêché est fixé sur l'île. Ses premiers évêques seront: Boèce vers 589 qui assiste au IIIe concile de Tolède, Geniès 597 et 633, présent au IVe concile de Tolède, (Geniès ou Génésius). Il existait alors déjà sur l'île une église-cathédrale. L'évêché de Maguelone apparaît dans les textes à la fin du VIe siècle, sur une île déjà occupée dans l'Antiquité.
Les raisons de l'implantation de l'évêché de Maguelone sur cet îlot à l'écart de la voie Domitienne et éloigné de toute agglomération (la ville de Montpellier n'existe pas encore) restent inexpliquées. Il se peut que la raison en soit qu'en droit romain, le littoral faisait partie de l'ager publicus, le domaine public. Les souverains wisigoths en auraient donc fait leur propriété. Une autre explication pourrait être liée à son caractère insulaire (l'évêché n'étant accessible que par la mer) assurant une certaine protection contre la terrible Peste de Justinien à partir de 549. Maguelone fut le siège de l'évêque mais aussi du comte goth, qui assurait le pouvoir temporel.
Bien protégée côté terre, cette position stratégique restait en revanche très exposée aux invasions venues de la mer. C'est en raison de cette position stratégique que le roi wisigoth Wamba l'assiégea en 673, lors de sa campagne de reconquête de la Narbonnaise.

### Port Sarrasin

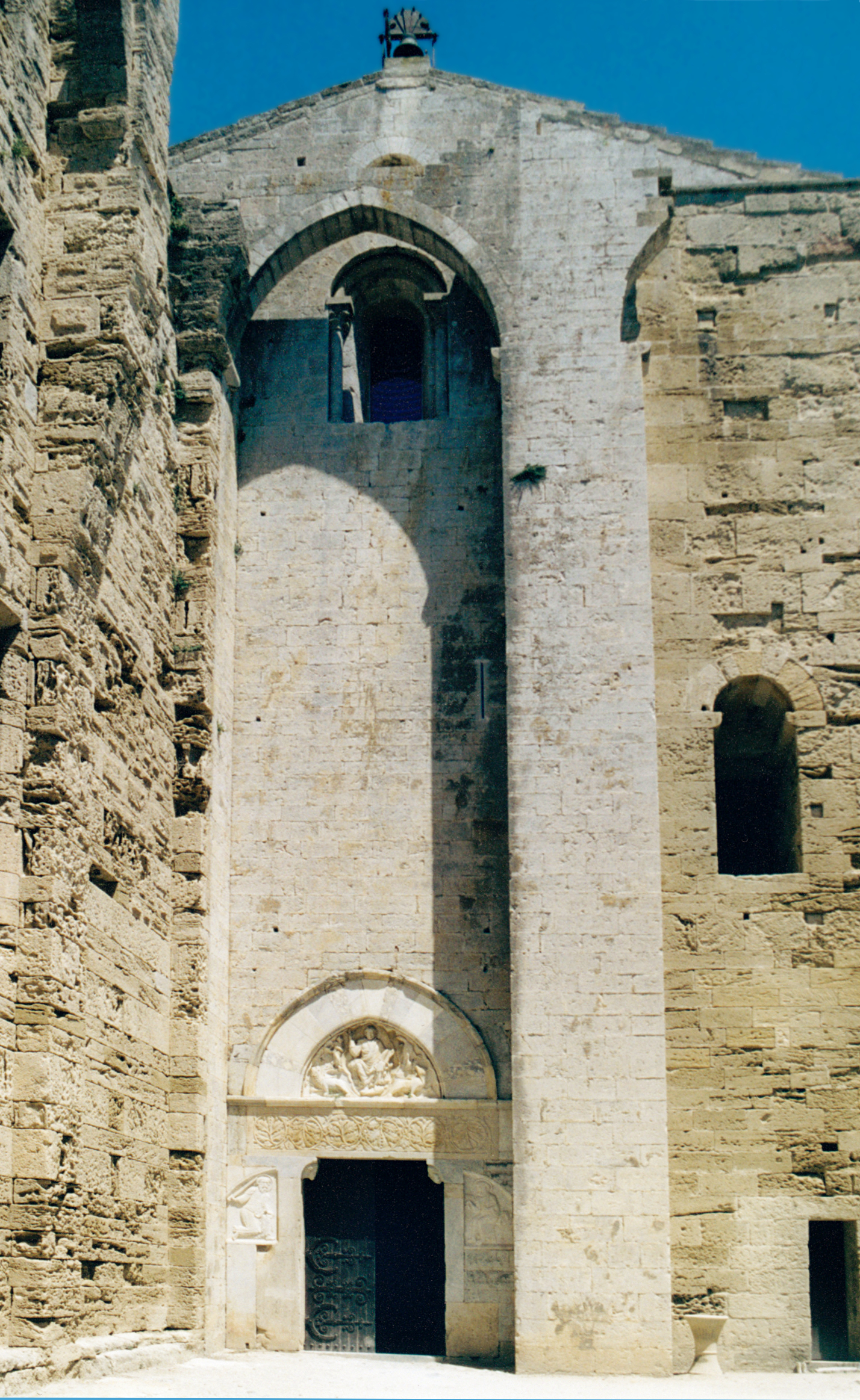
Façade occidentale et portail de la cathédrale de Maguelone.

Au VIIIe siècle, tandis que le pouvoir wisigoth s'affaiblit et que finalement le royaume de Tolède s'effondre, les musulmans du califat des Omeyyades de Damas, nommés Sarrasins, multiplient les raids en terre chrétienne. Après avoir conquis l'Espagne, ils franchissent les Pyrénées en 715. La Septimanie passe sous leur totale domination en 719.
Maguelone, en raison de sa position clef, devient Port Sarrasin, sans doute une place fortifiée. Délaissant les aménagements naturels, des quais sont établis permettant aux navires d'accoster et de décharger leurs marchandises en toute sécurité. Aujourd'hui encore le lieu-dit la Sarrazine correspond au canal (grau) où transitaient ces bâtiments. Dès lors, la cathédrale est transformée en mosquée et les habitants sont contraints de se convertir ou d'endosser le statut de dhimmis. Le chapitre de la cathédrale doit alors fuir à Substantion sur le territoire actuel de Castelnau-le-Lez.
En réaction, les Francs, venus du Nord, entament la reconquête : après Poitiers en 732, Charles Martel poursuit les Sarrasins qui abandonnent peu à peu le sud de la France. C'est après l'échec de sa conquête de la Septimanie qu'il fait détruire la première cathédrale transformée en mosquée, en 737. L'architecture de ce premier édifice nous reste inconnue.
Dès lors le site reste quasiment abandonné durant trois siècles, même si une vie précaire semble avoir perduré malgré la crainte des pirates. L'évêque s'installe à quelques kilomètres sur l'oppidum antique de Substantion, dont le site se trouve aujourd'hui sur la commune de Castelnau-le-Lez.

### Le renouveau duXIesiècle

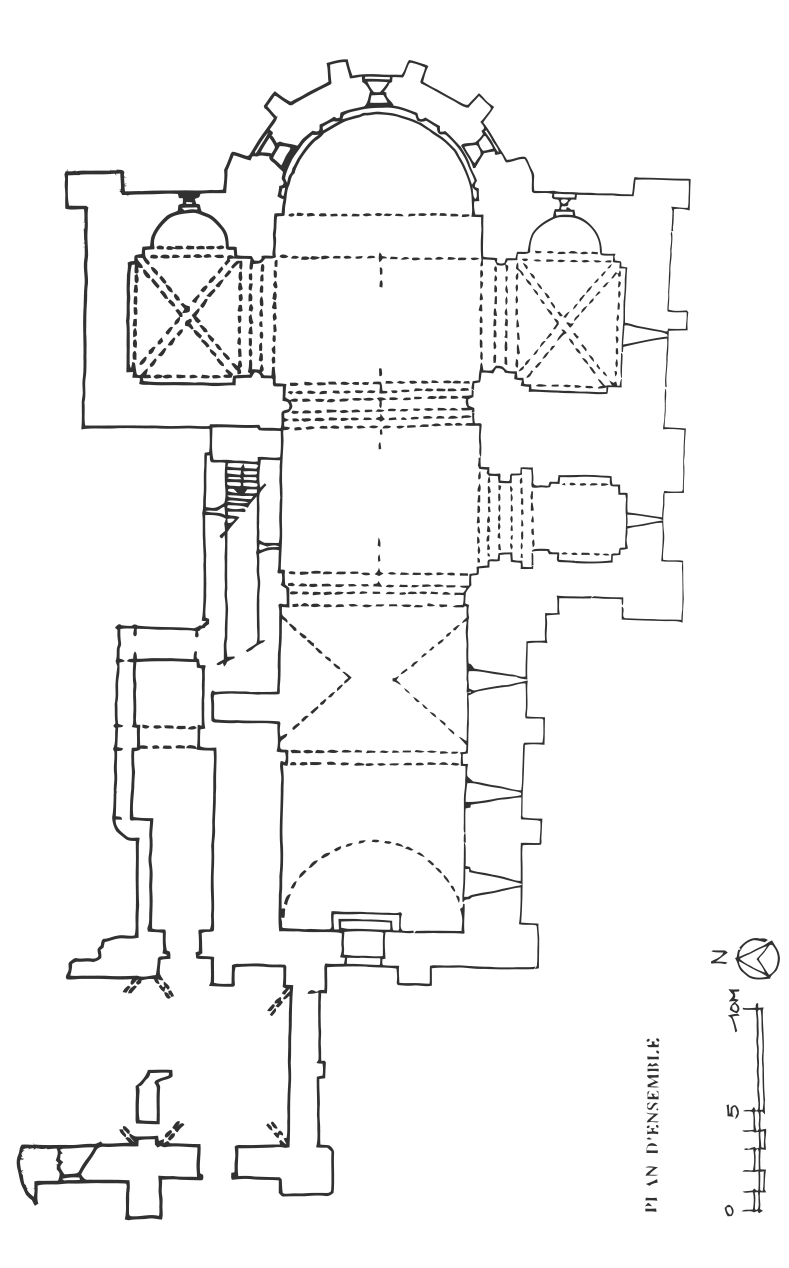
Plan.

À partir de 1030, Arnaud, évêque de Maguelone de 1029 à 1060, décide de faire reconstruire la cathédrale. Il la dote d'un chapitre de douze chanoines réguliers, qui suivent la règle de saint Augustin. De cet édifice, il ne subsiste aujourd'hui que la chapelle Saint-Augustin, accolée au sud de l'édifice.
Afin d'améliorer l'accès à la ville, que l'on ne pouvait rejoindre que par bateau, il fait construire un pont, long de près d'un kilomètre, entre l'île et Villeneuve-les-Maguelone, dont un dignitaire du chapitre est spécialement chargé. Il fait aussi réaliser des fortifications pour protéger le site des attaques des musulmans. Cela n'empêcha pas l'évêché de devenir un grand centre de rayonnement intellectuel, grâce à des écoles universitaires.[réf. nécessaire]
Les successeurs de l'évêque Arnaud, soumis à la suzeraineté des comtes de Melgueil qui finiront par léguer leurs droits sur l'évêché au pape Grégoire VII en 1085. Ils reçurent de nombreuses donations. Devenue propriété du Saint-Siège et terre d'asile, Maguelone est alors en plein essor. Urbain II visite l'île en 1096, et la proclame « la seconde après celle de Rome ».

### LeXIIesiècleet leXIIIesiècle: apogée de l'évêché de Maguelone
Parfois, en raison de factions en Italie, certains pontifes trouvent refuge à Maguelone. Ainsi le pape Gélase II y fut accueilli en 1118. C'est aussi Alexandre III qui consacre en 1163 le maître-autel dont le chevet vient d'être construit.
La prestige et la richesse de l'évêché conduisent à construire une nouvelle cathédrale, remplaçant celle qui datait de l'épiscopat d'Arnaud. Trois évêques vont conduire cette entreprise considérable : l'évêque Galtier (1104-1129) construit le chevet et ses absides, ainsi que le large transept fortifié ; l'évêque Raymond (1129-1158) poursuit cette œuvre avec l'autel majeur, la chaire épiscopale et les deux tours en bas du transept ; enfin, Jean de Montlaur (1161-1190) bâtit la nef romane, appelant à la participation des fidèles.
Au début du XIIIe siècle, deux autres tours sont bâties pour assurer la défense de la façade occidentale : la tour Saint-Jean et la tour de l'Évêque, aujourd'hui en partie ruinée. L'évêché est alors solidement protégé. Pendant la croisade des Albigeois Maguelone reste un bastion de la papauté : le comté de Melgueil, propriété du comte de Toulouse Raymond VI, est inféodé à Maguelone par Innocent III. Son archidiacre était d'ailleurs Pierre de Castelnau, légat du pape dans le Languedoc, dont le meurtre à Saint-Gilles en 1208 a déclenché les hostilités.

### Décadence et abandon
Riche et prospère, l'évêché de Maguelone suscite la convoitise des royaumes de France et d'Aragon. Plusieurs mesures sont prises pour enrayer la décadence, et au XVe siècle l'évêque réside à Montpellier tandis que les chanoines sont assignés à Maguelone, gérée par le prévôt du chapitre.
Le siège épiscopal est supprimé en 1536 par le pape Paul III à la demande de l'évêque Guillaume Pellicier II. L'évêque s'établit alors définitivement à Montpellier. Vendus par les chanoines, les bâtiments claustraux furent peu à peu détruits et la cathédrale fortifiée, un temps place forte protestante, fut en partie démantelée en 1632, à la demande de Richelieu. Des pans de murs furent vendus en 1708 pour servir à la construction du canal du Rhône à Sète, qui traverse l'étang voisin.
Vendu comme bien national à la Révolution, puis classé monument historique en 1840, le domaine de Maguelone est acquis par Frédéric Fabrège en 1852 qui en commence la restauration. Il entreprend des fouilles qui éclairent son riche passé, en redécouvrant les fondations de bâtiments plus anciens. Il y plante de nombreuses essences méditerranéennes, l'île étant alors totalement dénudée d'arbres. Le culte est rétabli dans la cathédrale en 1875. Son héritière donnera l'île au diocèse de Montpellier en 1949.

### Époque contemporaine

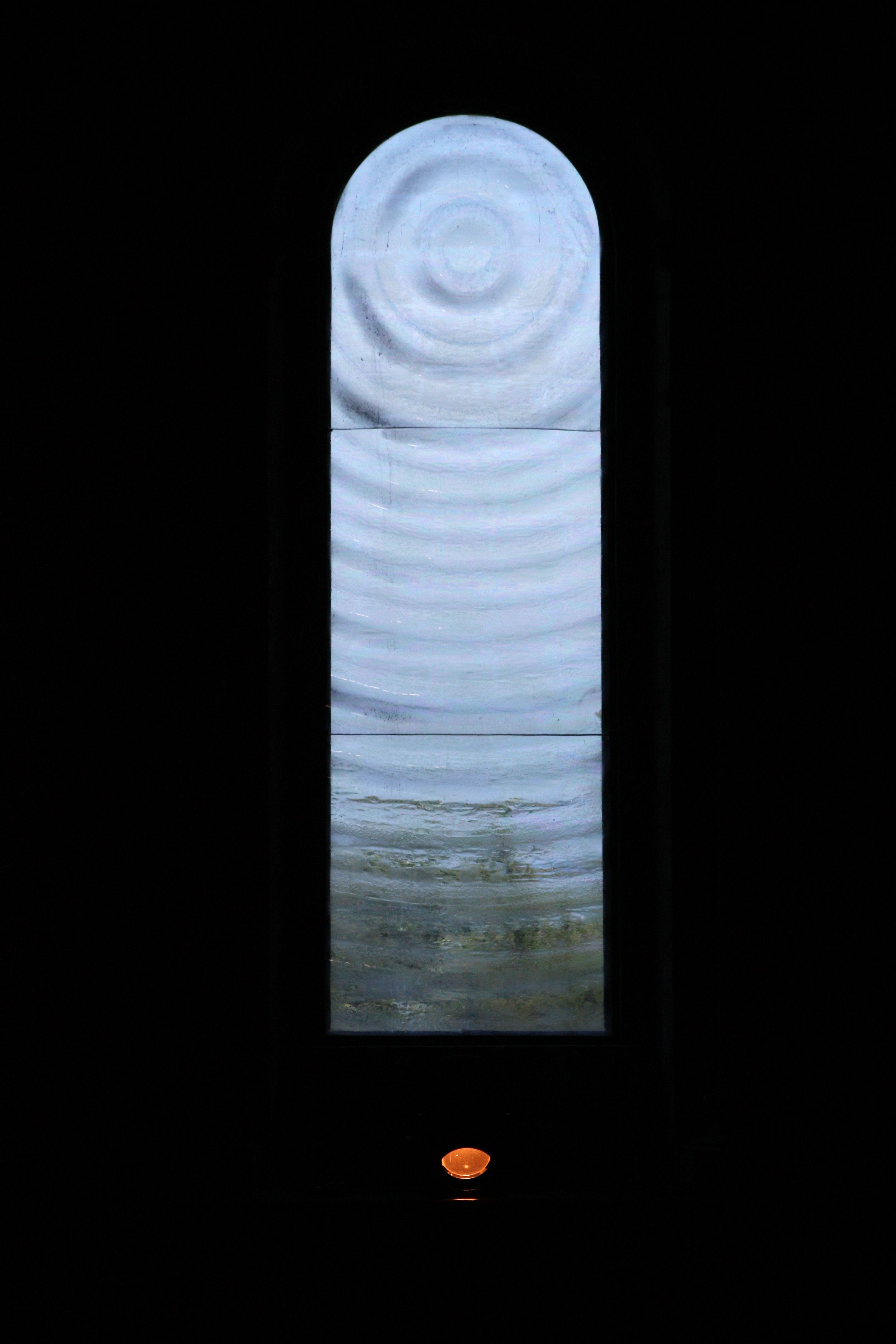
Vitrail.

En 1967, une importante campagne archéologique permet d'attester de l'antiquité du site.
Un établissement et service d'accompagnement par le travail y est aujourd'hui installé, géré par les Compagnons de Maguelone : sa vocation d'hospitalité est ainsi perpétuée, en favorisant la réinsertion de personnes adultes handicapées intellectuelles. Les activités de l'ESAT sont le travail agricole, l'aquaculture, la pêche, ainsi que des activités de sous-traitance.
En 2002, dix-sept vitraux conçus par Robert Morris et réalisés par Duchemin, de couleur bleu-pâle et miel, ont été posés dans les baies restaurées. Il s'agit de la représentation de l'onde produite par un caillou tombé dans l'eau.
De nos jours Maguelone accueille un festival de musique qui est organisé tous les ans, en juin, dans la cathédrale par l'association Les Amis du Festival de Maguelone. Ce rendez-vous incontournable pour tous les amateurs de musique médiévale, présente dans le cadre magnifique de la cathédrale, des musiques classiques anciennes du Moyen Âge, mais aussi baroque, romantique ou renaissante, des œuvres rares, souvent tombées dans l'oubli.
Une messe y est célébrée chaque année le premier samedi du mois de mai, à l'occasion d'une journée paroissiale, par le recteur-archiprêtre de la cathédrale de Montpellier.

## L'édifice

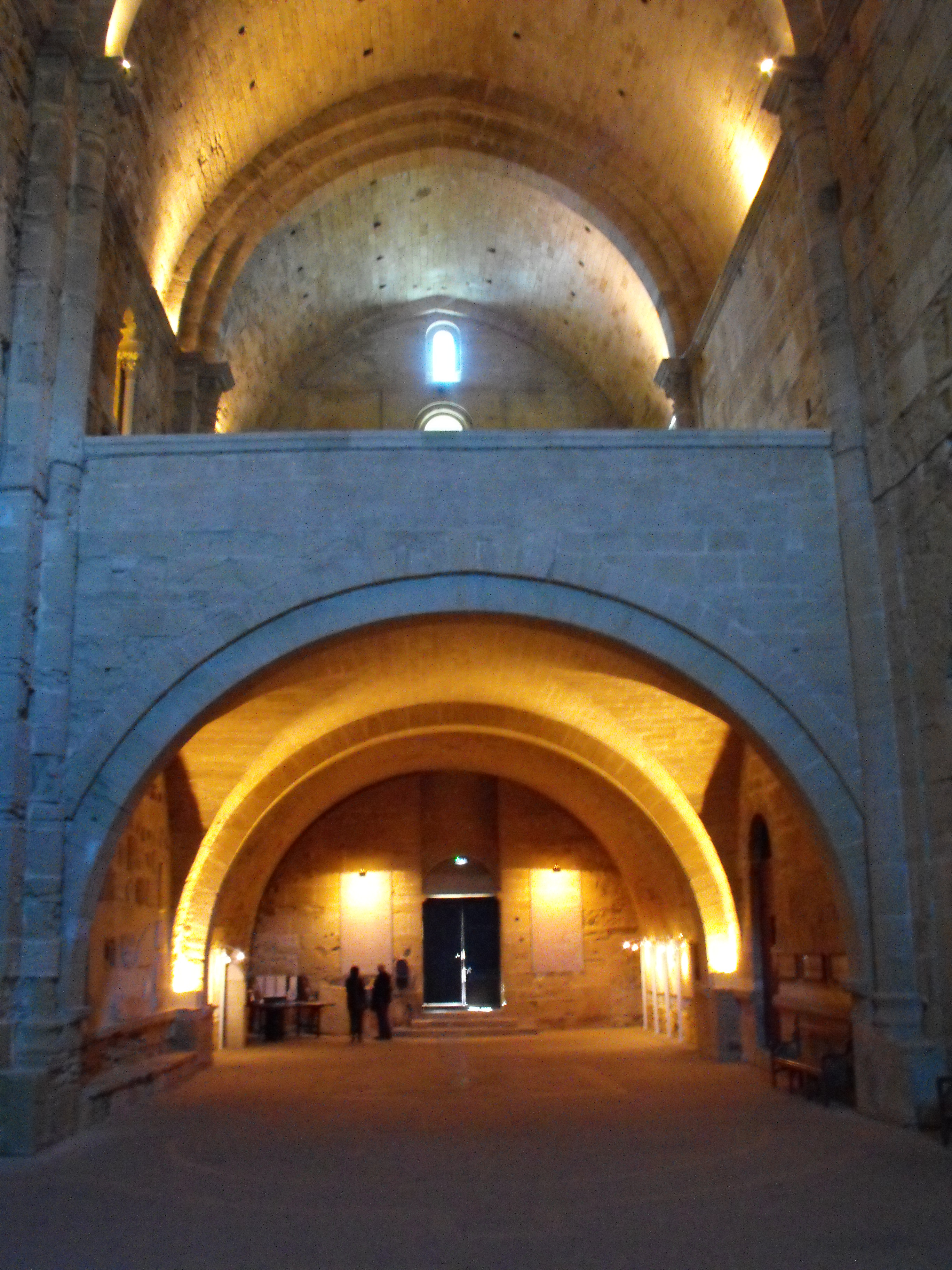
Cathédrale Saint-Pierre-et-Saint-Paul de Maguelone, intérieur.

La cathédrale a été construite au XIIe siècle comme une véritable forteresse. Ainsi, les murs dépassent couramment les deux mètres d'épaisseur. Elle possédait à l'époque un appareil défensif qui a maintenant disparu.

### Le portail
Il constitue la façade occidentale. Il était flanqué de deux tours imposantes qui laissaient un étroit passage à son accès : la tour Saint-Jean, actuellement détruite, et la tour de l'Évêque, dont il ne reste que des lambeaux de façades ruinées. Ces deux tours ont été édifiées au XIIIe siècle dans des blocs de calcaire coquillier jaune.
Les piédroits abritent deux très beaux bas-reliefs de marbre blanc représentant saint Pierre à droite, et saint Paul à gauche, les deux patrons de la cathédrale. Saint Pierre, assis, tient les clefs dans une main et le livre des Évangiles de l'autre. Saint Paul, un genou fléchi, brandit une épée dans la main droite et les Épîtres dans l'autre. Les tuniques et les manteaux à l'antique des deux personnages sont très soigneusement dessinés. Les deux dalles datent du XIIe siècle, et faisaient sans doute partie initialement d'un grand tympan de plein-cintre.
Le linteau est très long comparativement au portail, et d'un art plus évolué. Il est sculpté d'un superbe rinceau d'acanthe au dessin raffiné. Sur la bordure se trouve une inscription latine datée de 1178 et signée Bernard de Tréviers. En voici la traduction :

« À ce havre de vie, venez, vous qui avez soif.
En franchissant ces portes, corrigez vos mœurs.
Toi qui entres ici, pleure toujours tes fautes,
Quel que soit ton péché, il est lavé par une fontaine de larmes.
+ Bernard de Tréviers a fait cela en l'an de l'incarnation du Seigneur 1178. »

Le linteau intérieur de la porte de la cathédrale est un remploi d'une borne milliaire datant de l'époque de Tibère (entre 14 et 37 ap. J.-C.), et provenant peut-être du territoire antique de Béziers.
Le tympan est entouré d'une archivolte brisée de marbre polychrome. C'est l'élément le plus récent du portail. Le Christ est représenté en majesté, sur un trône cannelé, bénissant de la main droite, et tenant le Livre de Vie. Il est vêtu d'un drap au dessin complexe, et s'inscrit dans une gloire polylobée. Il est entouré des quatre " vivants" de l'Apocalypse, figurant les quatre Évangélistes : l 'homme (l'ange), l'aigle, le lion et le bœuf. Ces vivants tiennent de longs phylactères représentant les évangiles. La composition est dense, dans un style antiquisant.

### La nef
À l'intérieur, la nef est d'abord constituée dans ses deux premières travées d'une voûte basse en plein-cintre, qui est surmontée par la tribune des chanoines accessible par un escalier construit dans l'épaisseur du mur. Dans le mur droit de la deuxième travée, des bas-reliefs et des épitaphes ont été scellés. Ils ont été retrouvés en 1872 par Frédéric Fabrège, lorsqu'il refit le pavage de la cathédrale.
Au-delà des deux premières travées s'élève une haute voûte sobre caractéristique des constructions romanes, de 10 mètres de large pour près de 20 mètres de hauteur, avec des murs de 2 à 2,5 mètres d'épaisseur. La sobriété extrême du lieu est compensée par une grande qualité de maçonnerie. Une immense voûte en berceau légèrement brisée recouvre la nef. Elle est renforcée à chaque demi-colonne par des arcs doubleaux à triple rouleau. La toiture reposait directement dessus, sans charpente. Incrustés dans la voûte, quatre rangs d'urnes en céramique poreuse servent de drains d'assainissement.
La nef est très sombre ; seule la tribune est pourvue de trois fenêtres au sud et de deux baies superposées à l'ouest. Son sol est tapissé de tombes, pour la plupart anonymes. Quatre gisants d'évêques en marbre blanc sont remarquables. Enfin, proches du transept, à la hauteur de la tribune, on trouve deux chapelles minuscules dans l'épaisseur des murs chapelles qui pouvaient servir d'oratoires aux chanoines.

### La tribune
Elle fut construite à la fin du XIIe siècle par les chanoines, sans doute pour pouvoir réciter l'office en étant isolés, ou à cause de l'humidité de l'église basse. Un escalier droit monumental y donne accès, pris dans l'épaisseur du mur nord de la troisième travée de la nef. Il donnait également accès au cloître supérieur, aujourd'hui détruit. La tribune forme comme une église haute, où les chanoines ont dédié un autel à saint Nicolas. Le lieu est beaucoup plus lumineux que le reste de la cathédrale.
La pierre tombale de l'évêque Jean de Montlaur († 1190) a été utilisée par Fabrège pour remplacer l'autel disparu de saint Nicolas. Cet autel est le couvercle d'un sarcophage sur lequel est gravée une épitaphe en vers latins, dont voici la traduction :

« Dans ce tombeau (repose le corps) de Jean. Que l'Alpha et l'Oméga (le Christ), lumière éternelle, resplendisse toujours sur lui, qui dans les écoles ouvrit les pauvres aux dons de l'Esprit, et que celui dont le sang fut versé pour nous, lave ses fautes charnelles.
Celui qu'il avait choisi entre mille s'appelle Bertrand (le sacriste). Ce fut lui qui l'ensevelit, comme il put alors le faire, dans la première semaine du Carême, de l'an de l'Incarnation du Seigneur (1191). Ainsi qu'il est écrit sur la pierre posée sur sa tête, il quitta ce siècle un mercredi, avant-dernier jour de février. »

### La chapelle Saint-Augustin
La chapelle Saint-Augustin est le seul témoin de la première cathédrale, édifiée au XIe siècle. On y entre par un grand arc de plein cintre constitué de trois voussures. On trouve sur le piédroit de droite l'épitaphe d'Aribert, évêque d'Avignon mort à Maguelone au début du XIIe siècle. Elle est faite d'une pierre froide, sombre et humide. Il est possible qu'elle constituât le croisillon sud de la première cathédrale. Elle était surmontée à l'étage de la chapelle Saint-Michel avant que celle-ci ne tombe en ruine. L'autel de la chapelle Saint-Augustin est en marbre blanc, aux armes de l'évêque Jean de Bonald († 1487). Le Grand Arnaud y avait aussi fait inscrire son épitaphe.

### Le transept
De même que l'abside, le transept a été édifié au XIIe siècle et achevé en 1150 par l'évêque Godefroy. De légères différences manifestent son antériorité par rapport à la nef. Il est constitué d'une vaste travée rectangulaire à voûte légèrement brisée, et deux chapelles forment les croisillons : la chapelle Sainte-Marie au sud, et la chapelle du Saint-Sépulcre au nord. On entre dans ces chapelles par des arcs à double rouleau.
La chapelle Sainte-Marie communiquait à l'origine avec le cimetière attenant (via la « porte des morts »). La voûte bombée établie sur une croisée d'ogives primitive est remarquable. Ce choix architectural issu de l'art roman méridional est typiquement lombard. Le sauveteur de la cathédrale, Frédéric Fabrège, repose au pied de l'autel roman. Des sarcophages y sont aujourd'hui entreposés, avec au centre le mausolée de l'évêque Pierre Adhémar († 1418). Au-dessus de la chapelle, dans la tour Sainte-Marie, une autre chapelle aujourd'hui détruite servait au recueillement des chanoines.
La chapelle du Saint-Sépulcre possède la même croisée d'ogives. Son mausolée de type gothique date du XIVe siècle, et a été construit pour le cardinal de Canillac, ancien prévôt de Maguelone. Il abrite maintenant un sarcophage wisigoth de marbre gris sculpté. Elle est surmontée de la chapelle Saint-Pancrace, invisible au visiteur.
Le sol du transept est pavé de tombes, souvent anonymes. Il y a malgré tout quatre dalles d'évêques en marbre : Antoine de Subiet-Cardot (1573-1596), Izarn de Barrière (1488-1498), qui restaure l'université, Jean de Bonald (1472-1487), humaniste, et Guitard de Ratte (1596-1602).

### L'abside
L'abside, construite au début du XIIe siècle, est caractéristique du style roman primitif ; son ampleur, son élévation et l'élégance de son décor en témoignent. Un banc presbytéral incrusté en son milieu perpétue une tradition paléo-chrétienne. Elle est éclairée par trois fenêtres romanes avec des colonnettes et chapiteaux. Ses fenêtres sont décorées à l'aide de fines colonnes engagées, reliées par une couronne de petits arcs et surmontées d'un cordon de dents d'engrenage.
À l'intérieur, le mur méridional conserve des fragments de pierres tombales de l'époque romaine : ensemble de bas-reliefs et d'épitaphes fixés retrouvés par Frédéric Fabrège lorsqu'il rénovait le dallage de la cathédrale : ils proviennent du cloître, du cimetière ou ont été apportés comme éléments décoratifs, notamment pour les pièces de l'époque antique. On doit le maître-autel actuel à Fabrège. Cette dalle de pierre moulurée remplace celui que consacra le pape Alexandre III en 1163. Sur l'ancien maître-autel étaient représentées des flabella, éventails en plumes de paon marquant l'appartenance au Saint-Siège.

## Galeries

La cathédrale.
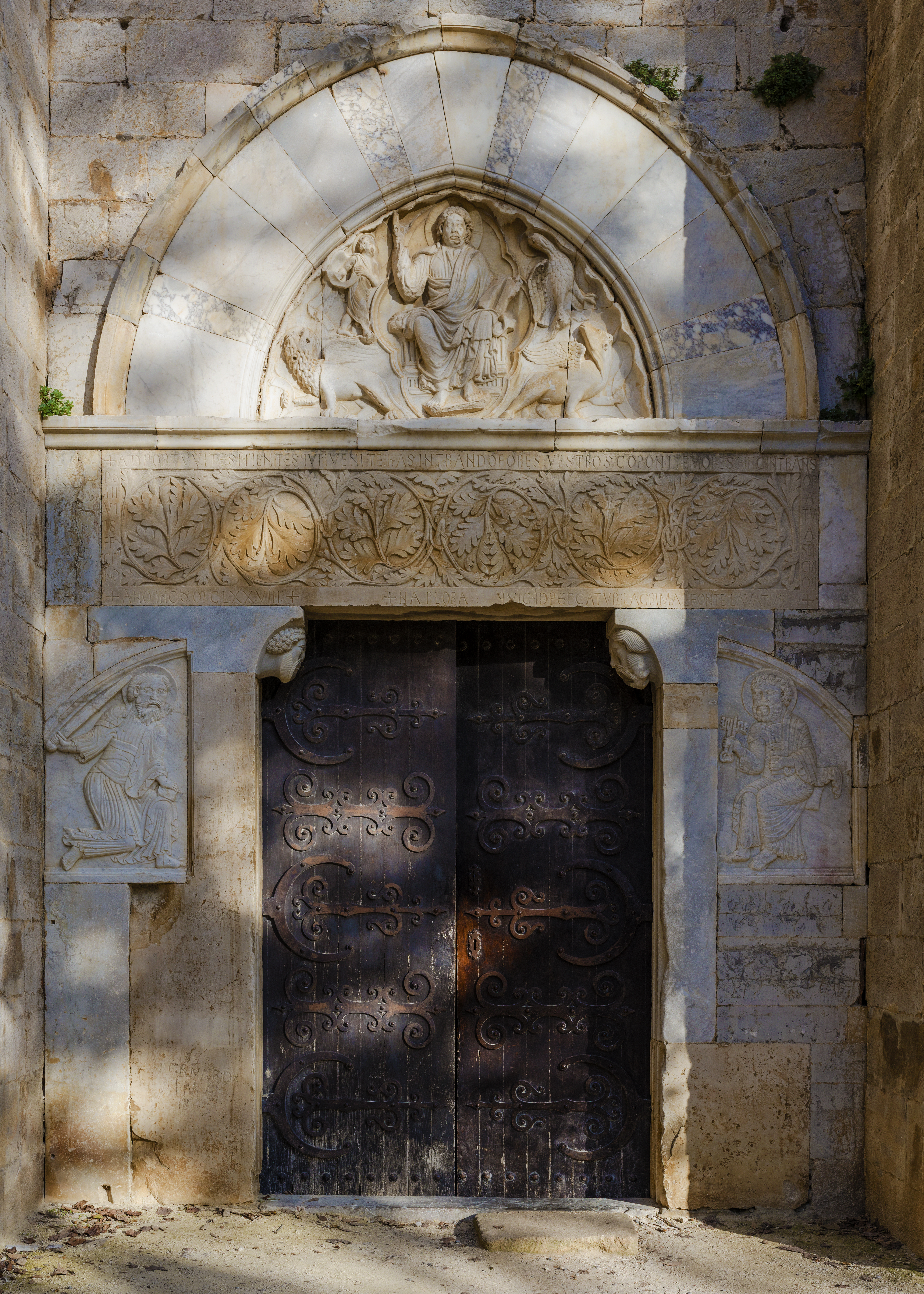
Détail du portail
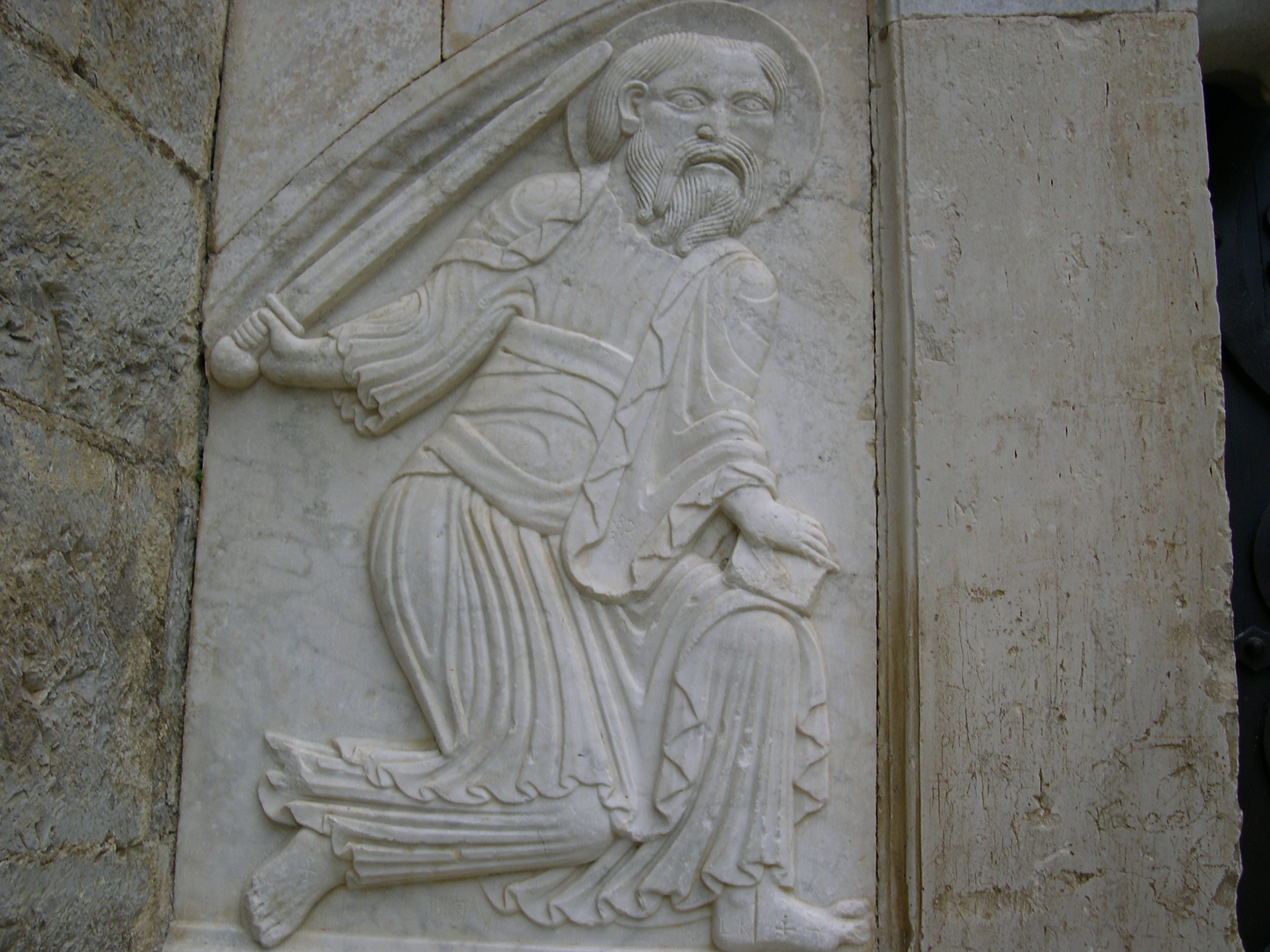
Relief de saint Paul (côté gauche du portail)
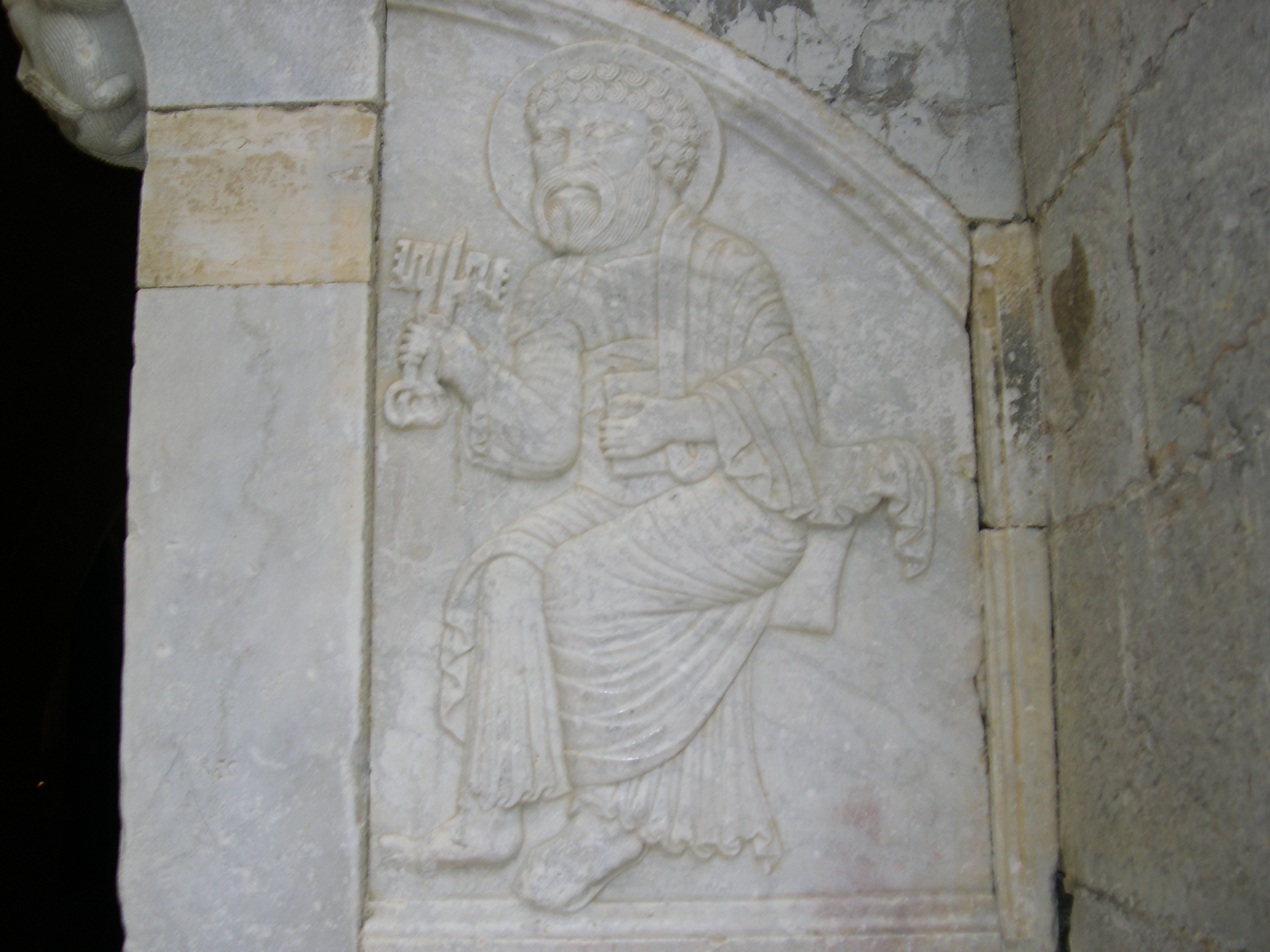
Relief de saint Pierre (côté droit du portail)
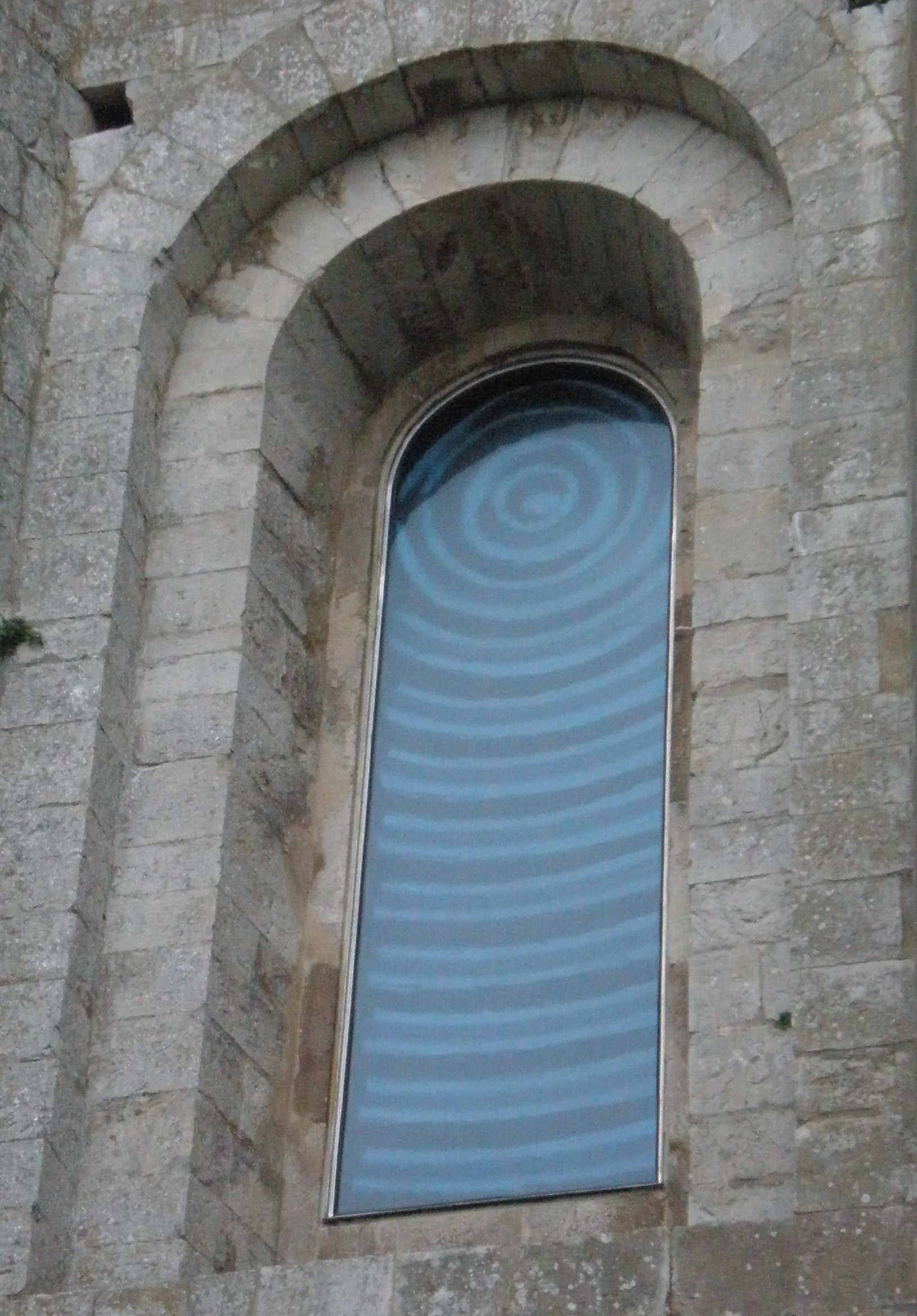
Détail d'un vitrail du chœur réalisé en 2002 par Robert Morris

Inventaire Palissy (incomplet).
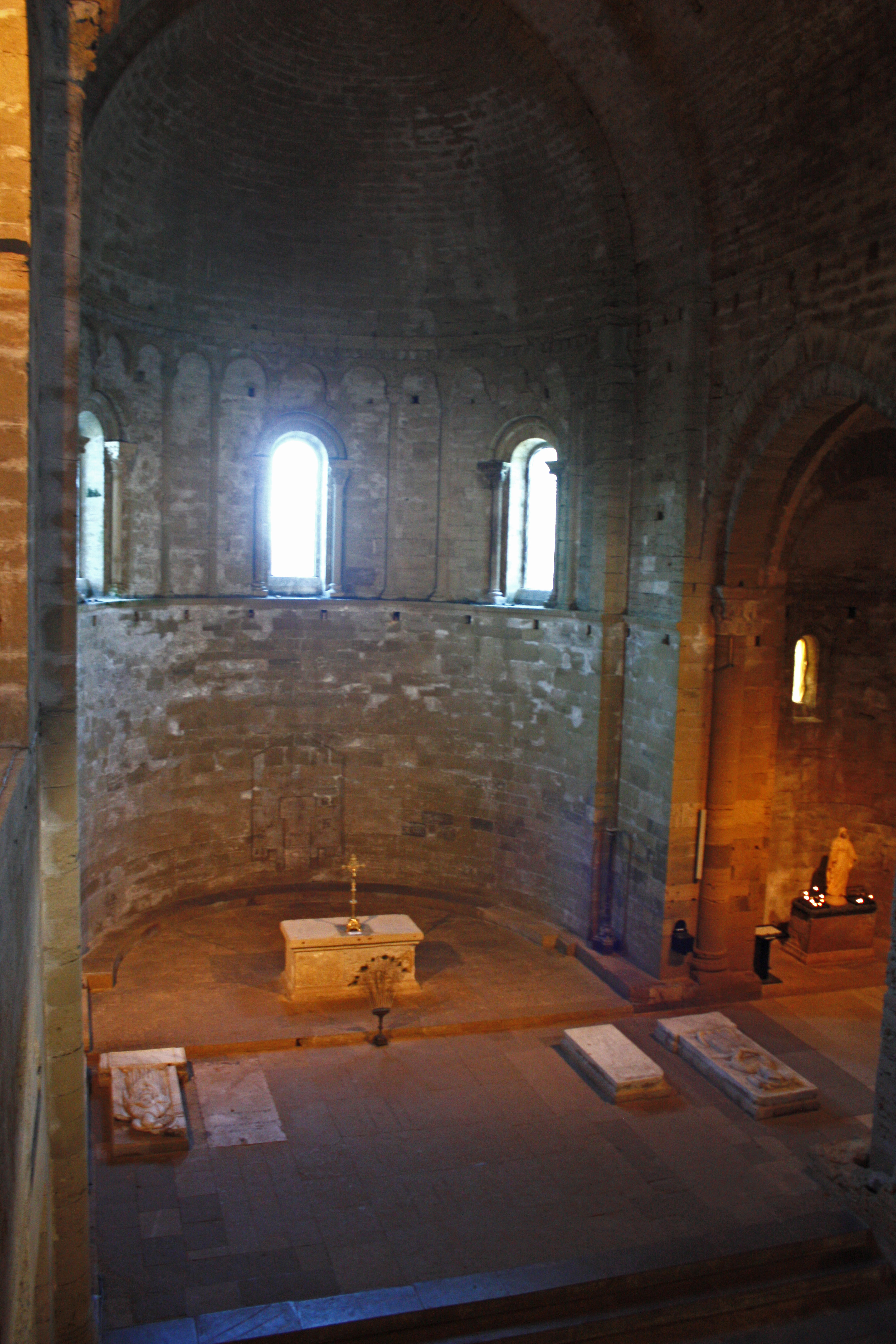
Localisation
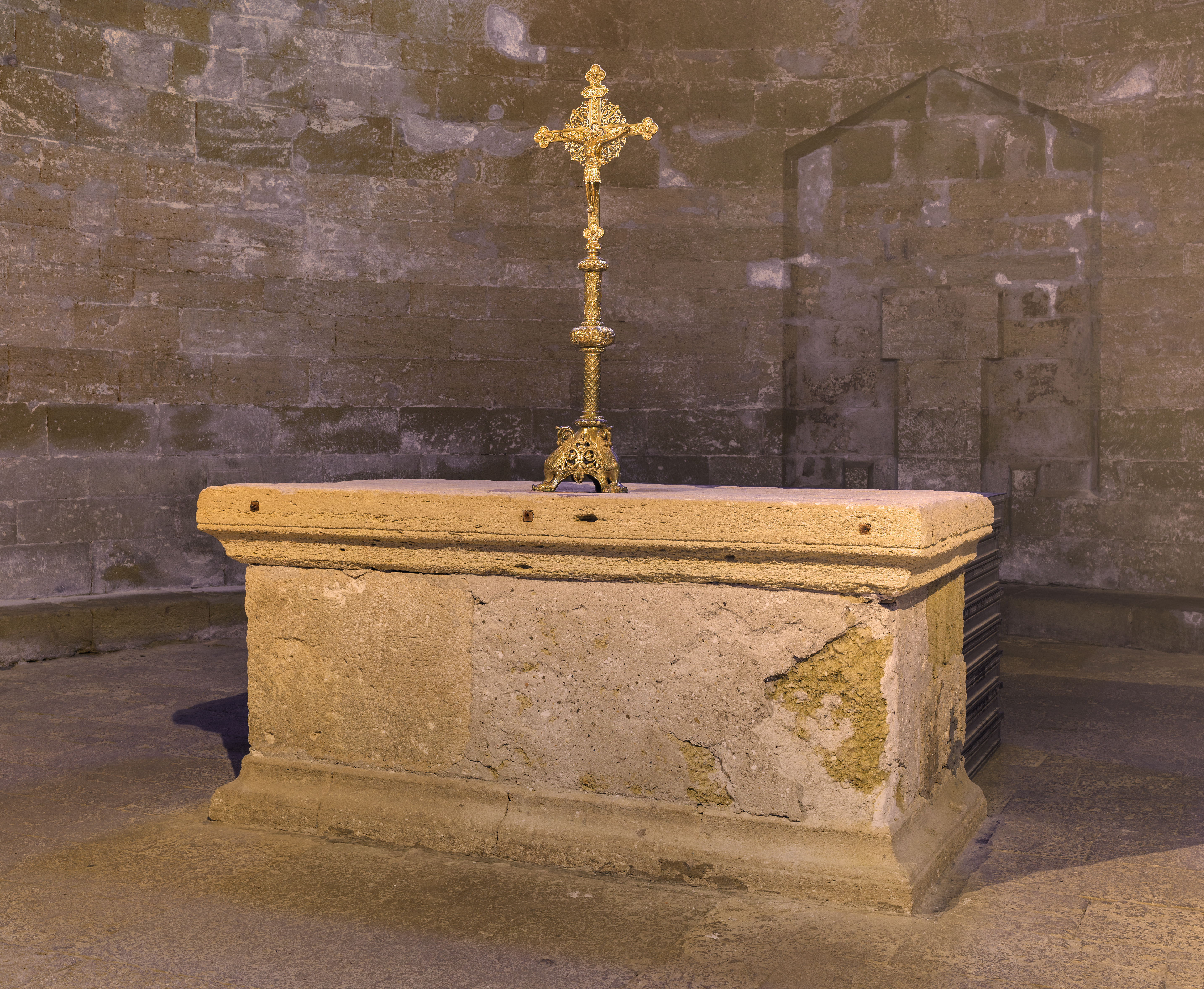
Maître-autel (PM34001495)
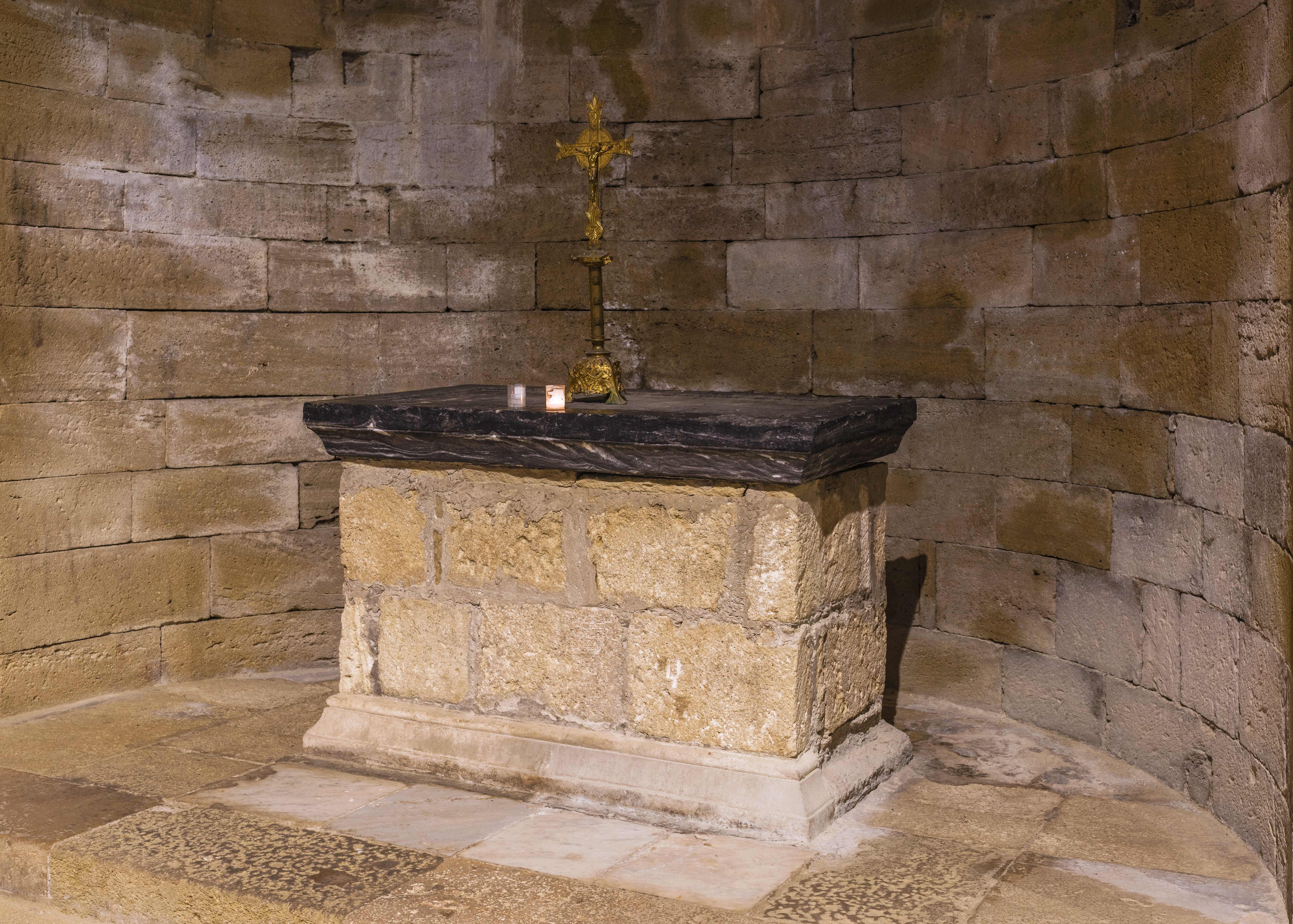
Autels (PM34001492)
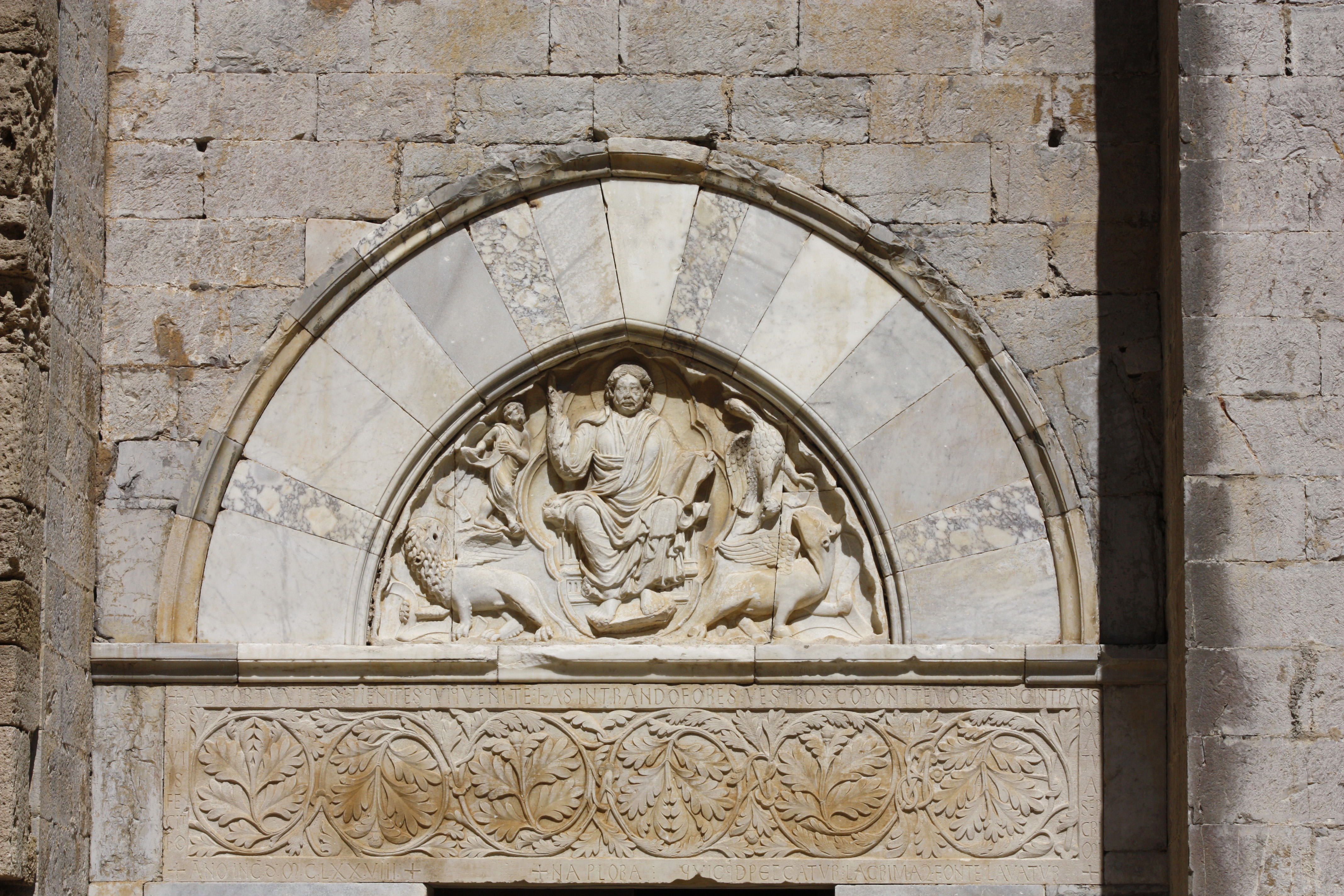
Linteau, signé Bernard Trévius (PM34001494)
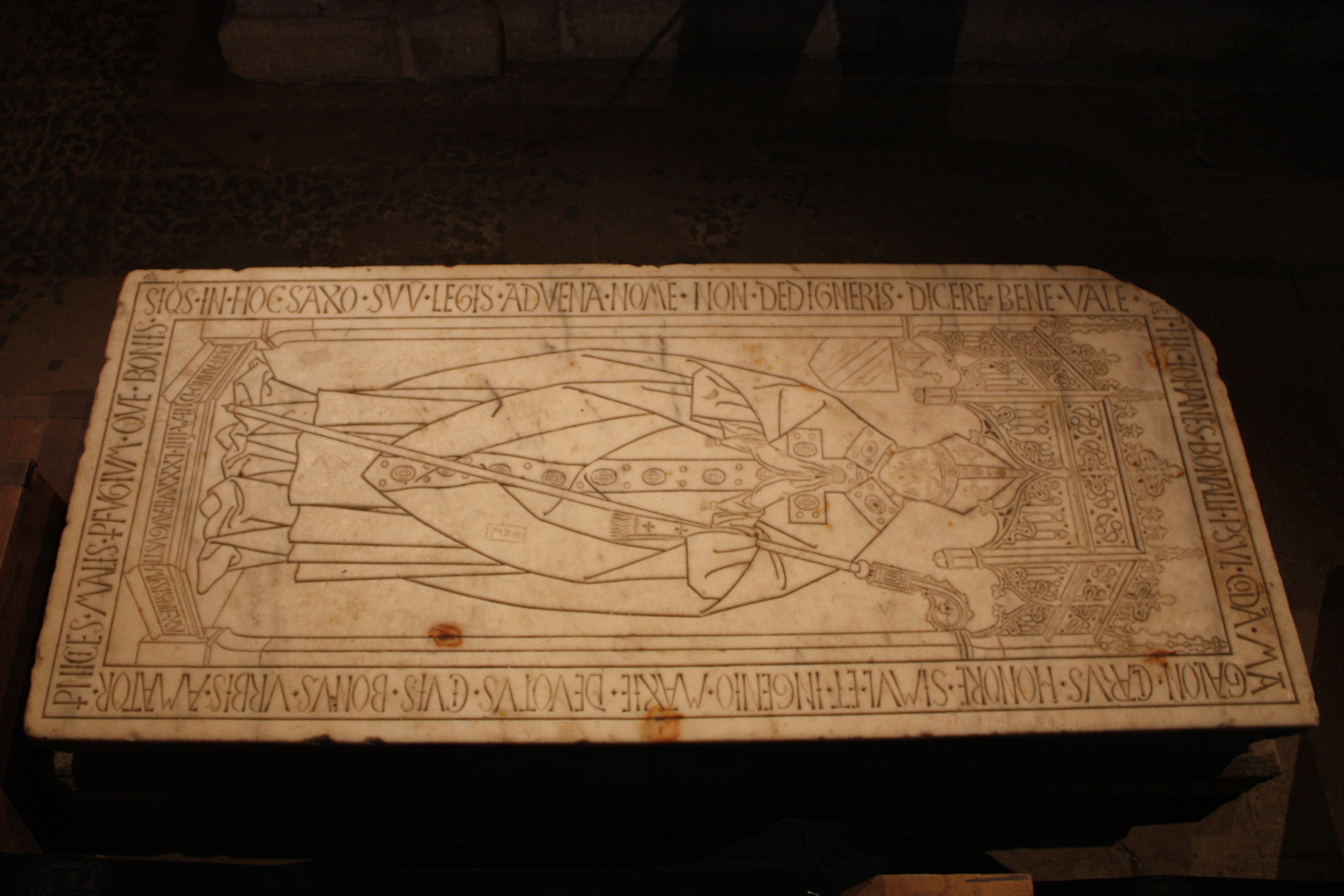
Dalle funéraire de Jean de Bonald (PM34001497)
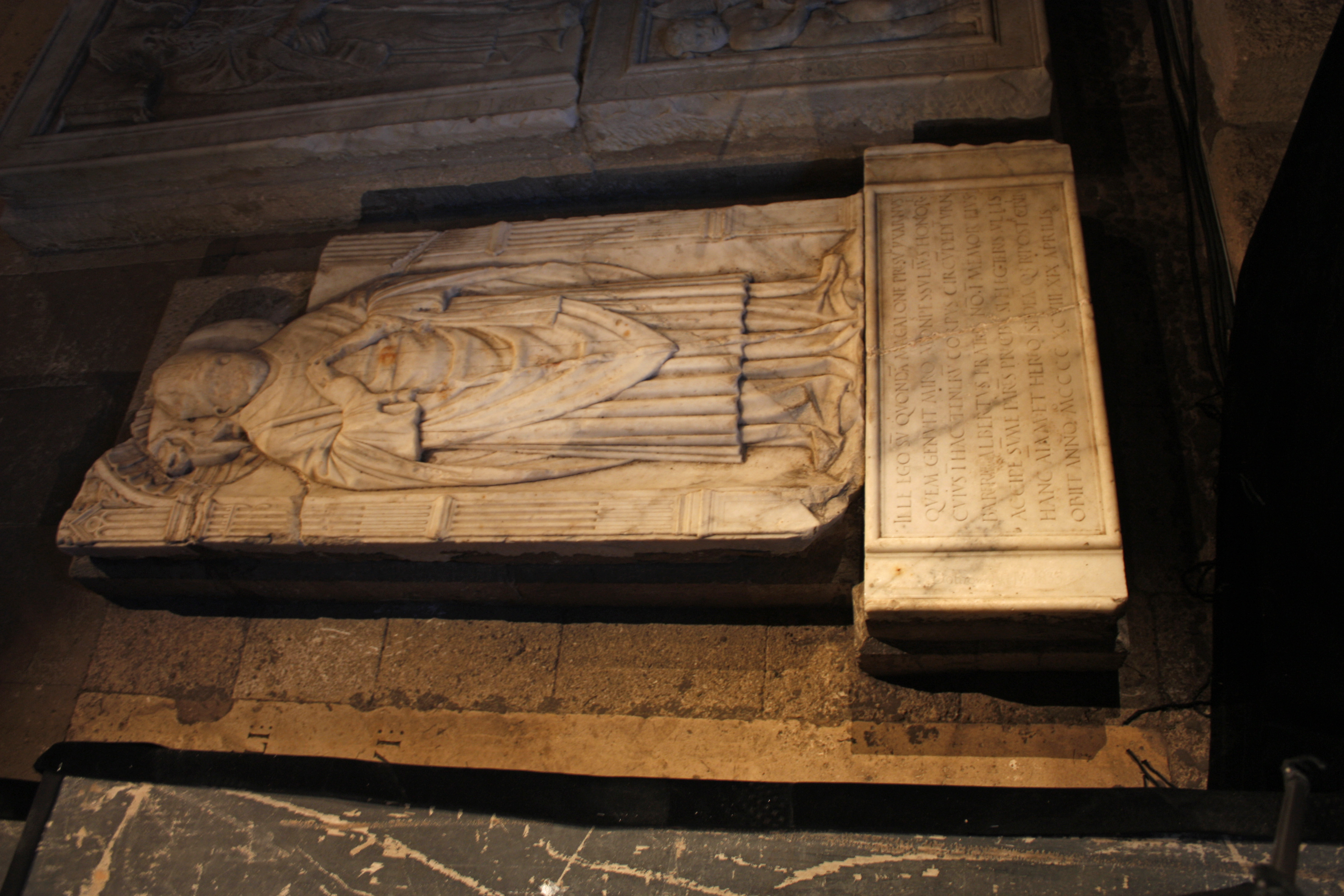
Dalle funéraire d'Izarn de Barrière (PM34001498)
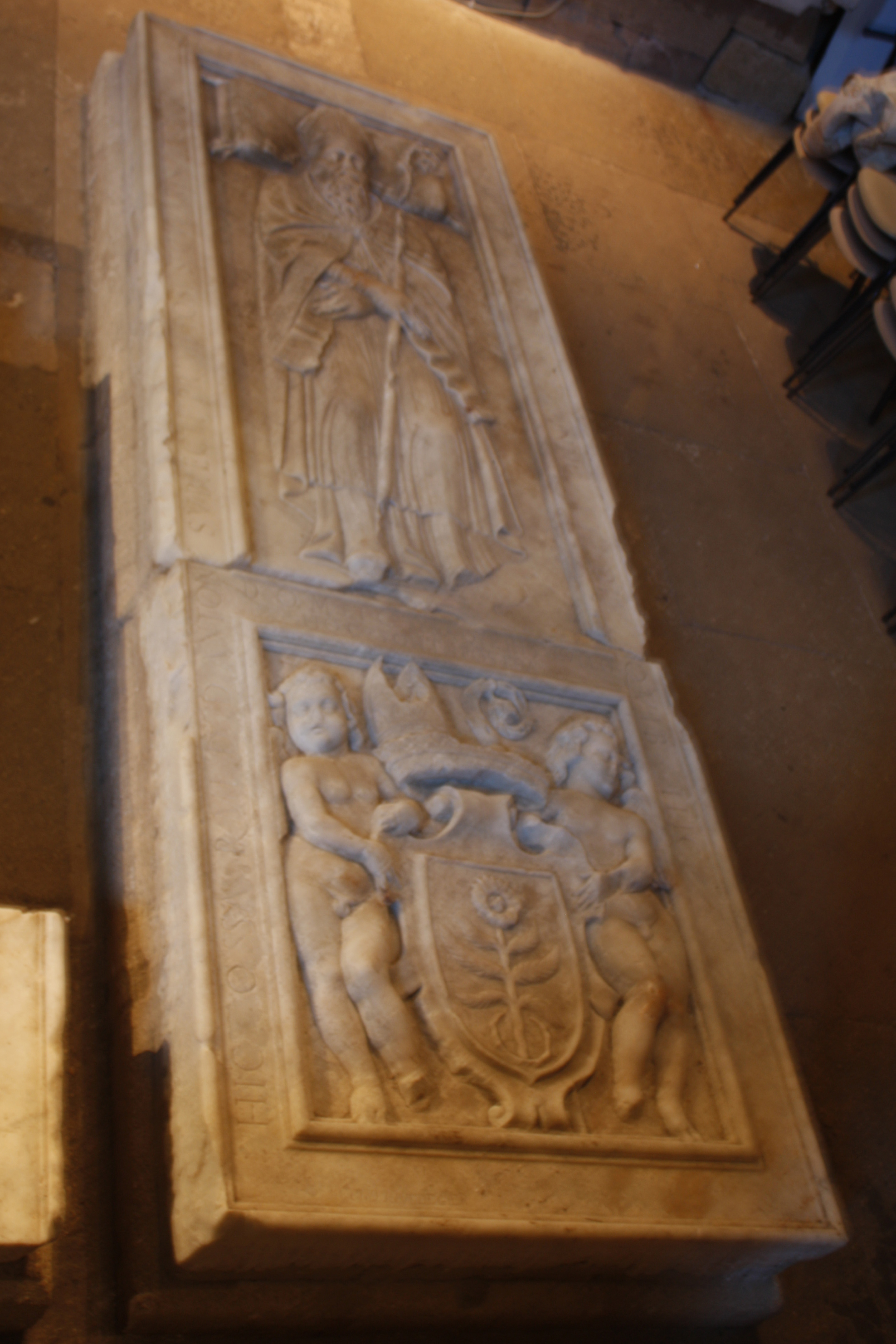
Dalle funéraire d'Antoine de Subiet-Cardot (PM34001499)
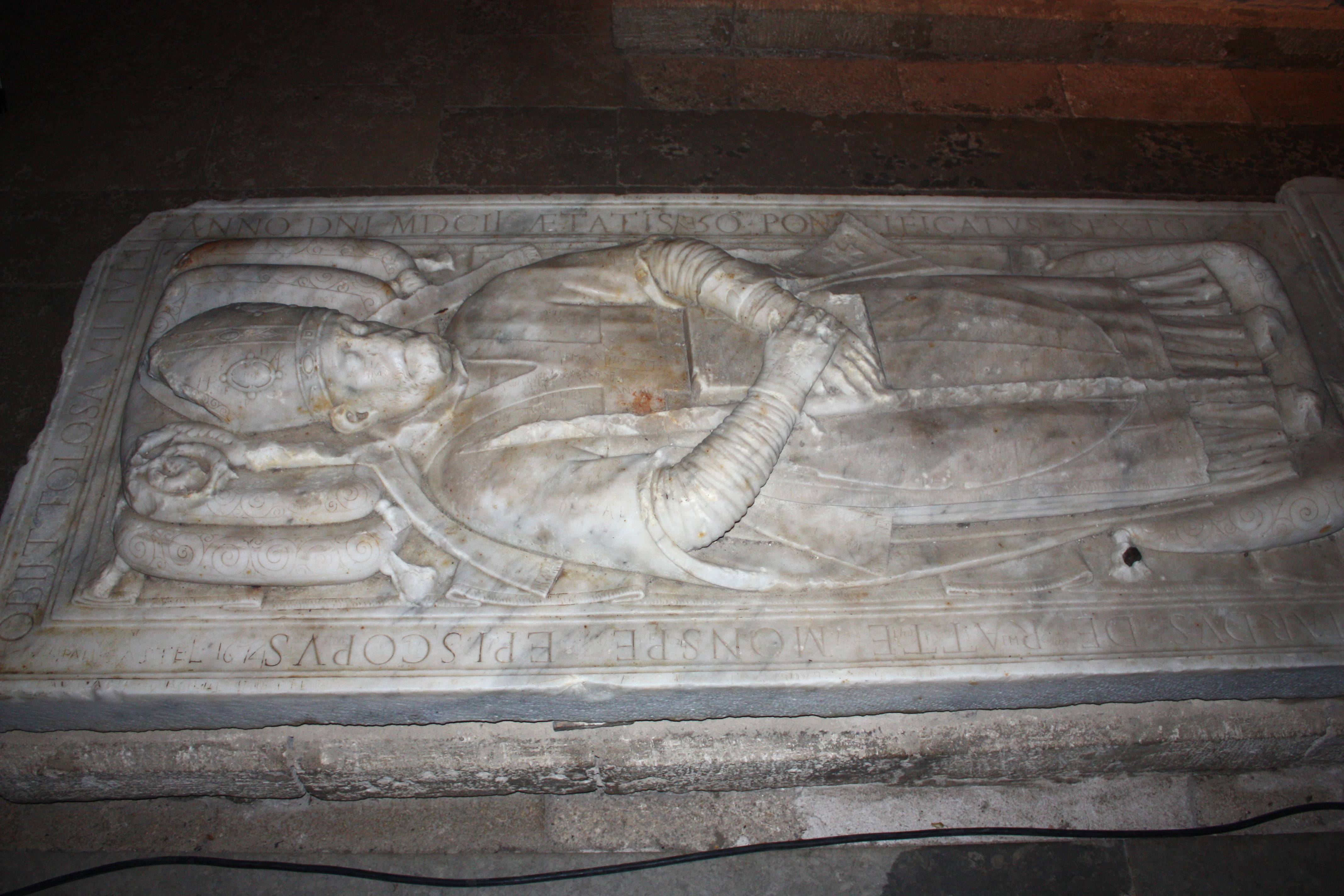
Dalle funéraire de Guitard de Ratte (PM34001500)
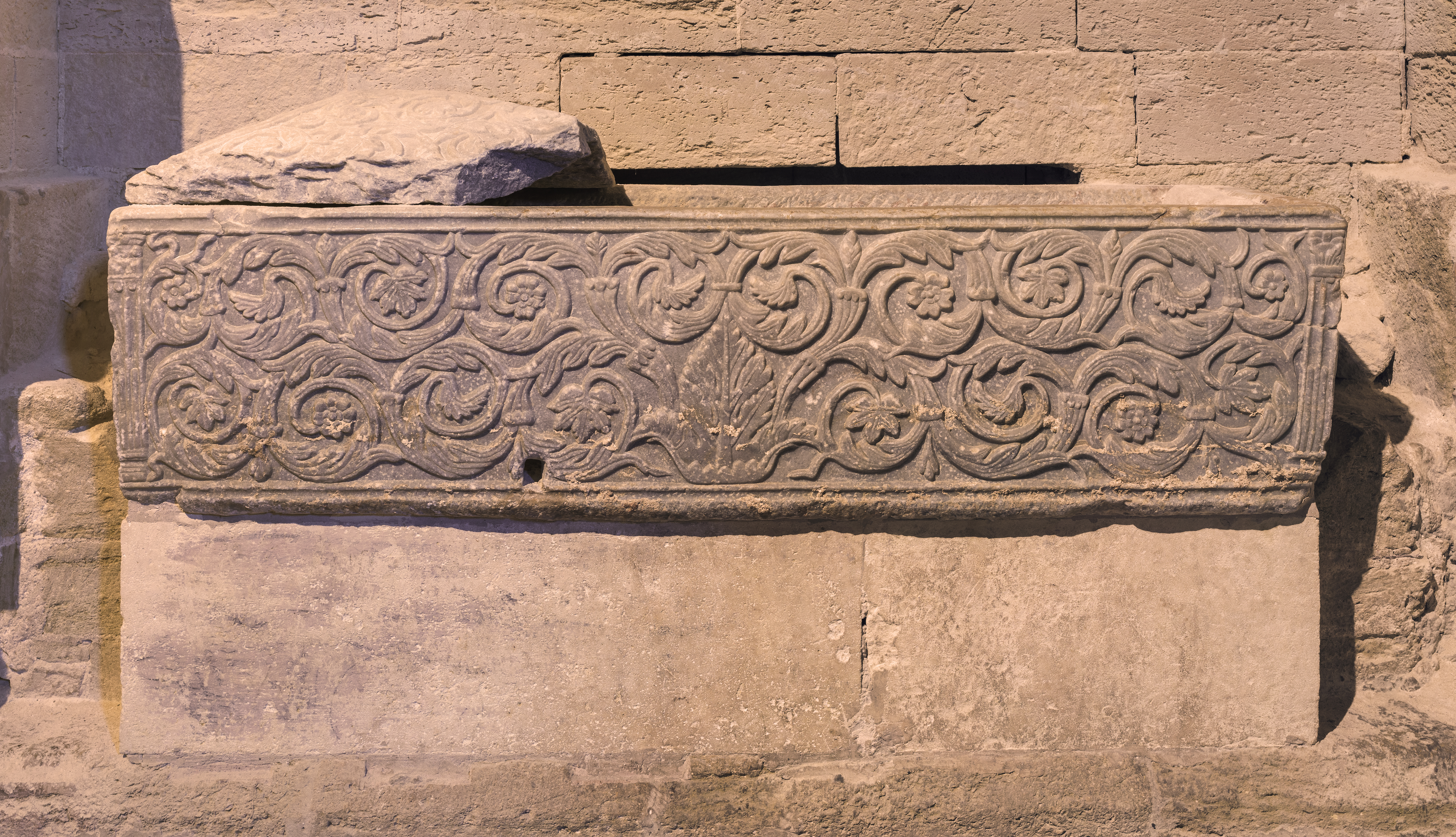
Sarcophage du VIe siècle (PM34001501)

## Protection
La cathédrale fait l'objet d'un classement au titre des monuments historiques par la liste de 1840.

## Dans la culture
La cathédrale a inspiré au chanteur Laurent Montagne la chanson Maguelone sur son album Souviens-moi en 2019.